# Orangina

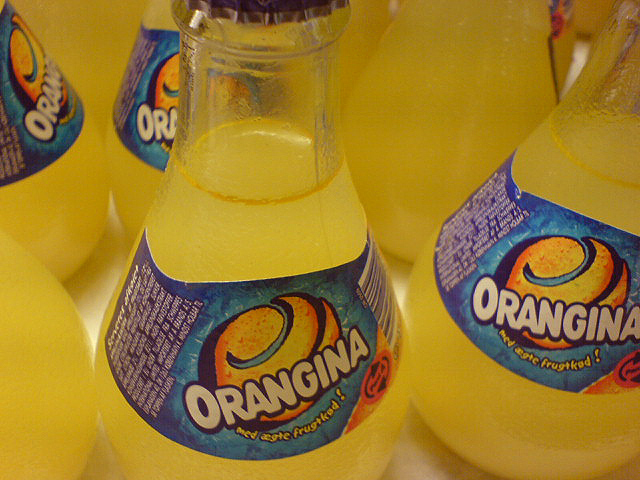
Flesjes Orangina

Orangina is een soort sinas, een soort frisdrank, die oorspronkelijk uit Algerije komt. Orangina is vooral in Frankrijk bekend. Kenmerkend is dat de drank  ook sinaasappelvruchtvlees bevat.

## Geschiedenis
Begin jaren 1930 begonnen Algerijnse sinaasappelboeren, die het idee hadden dat mensen het hele jaar door vers sinaasappelsap moeten kunnen drinken, in de plaats Boufarik in de Mitidja vlakte met de productie van sinaasappellimonade onder de merknaam Naranjina. Deze merknaam werd al snel vervangen door de merknaam Orangina.
Na de Tweede Wereldoorlog waren er zowel in Algerije en in Frankrijk talloze cafés. De eigenaren van Orangina ontdekten hierin een geheel nieuwe markt en brachten sindsdien hun product ook in horecagelegenheden aan de man. Sinds 1953 zijn de beroemde schilfers het handelsmerk van Orangina. De Algerijnse Oorlog van 1954 tot 1962 bedreigde niet alleen de sinaasappelplantages, maar ook het voortbestaan van het merk Orangina. Dankzij de goede mond-tot-mondreclame van Algerijegangers en veteranen, verhuisde het hoofdkantoor in 1961 van Boufarik naar Marseille en werden door heel Frankrijk nieuwe fabrieken geopend.

## Markt
Vanaf de jaren 70 groeide de omzet van Orangina sterk. Het merk veroverde de supermarkten en nieuwe producten werden aan het assortiment toegevoegd. Ook verscheen in 1971 de eerste televisiereclame.
Tot 1978 werd Orangina alleen in Frankrijk, in andere Franstalige landen en koloniën verkocht, maar sinds 1978 is dat veranderd. De Verenigde Staten was het eerste land waar het onder de merknaam Orelia werd verkocht. Het drankje is bekend door het zinnetje: "Orangina et sa pulpe!"

## Trivia
De dansreclame van Orangina uit 1989 betekende een wereldhit voor Kaoma; de hit Lambada werd in de reclame gebruikt.